# Вахшский каскад ГЭС

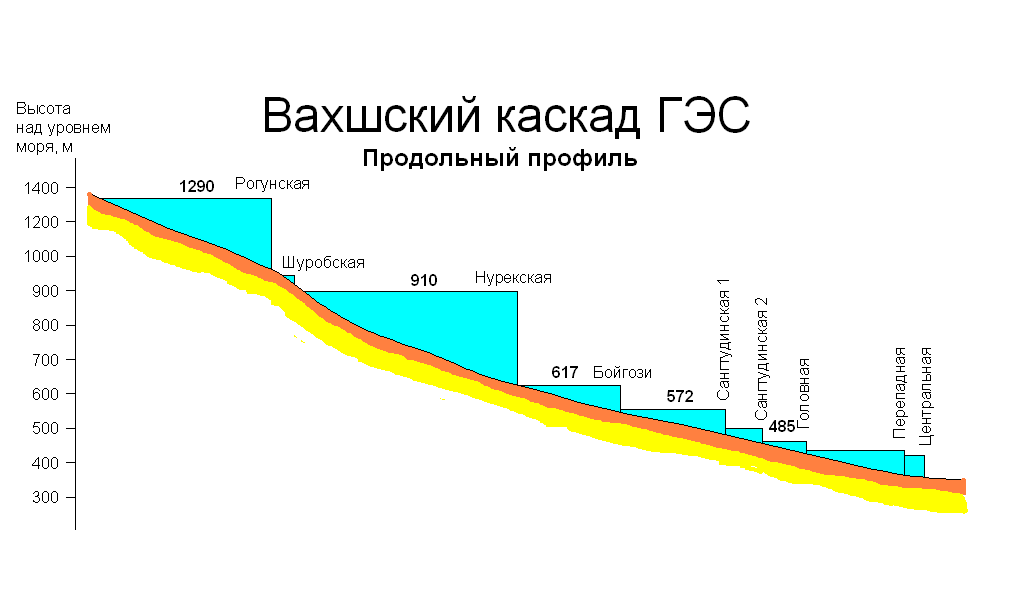
Профиль реки Вахш с указанием высоты над уровнем моря. Расположение Вахшского каскада ГЭС

Вахшский каскад — крупнейший комплекс гидроэлектростанций в Хатлонской области Республики Таджикистан. Расположен на реке Вахш. Входит в состав ОАХК «Барки Точик» (кроме Сангтудинских ГЭС-1 и Сангтудинских ГЭС-2).

## Общие сведения
Комплекс ГЭС расположен в нижнем течении реки Вахш, преимущественно на территории Хатлонской области республики. Согласно проекту каскад должен включать 9 ГЭС. Каскад состоит из восьми действующих станций, Шурабская ГЭС проектируется. Для работы Перепадной и Центральной ГЭС (нижних ступеней каскада) используется магистральный канал, называемый PK46, который берёт начало от водосброса Головной ГЭС.
Суммарная установленная мощность действующих станций каскада составляет 4775 МВт, проектная выработка электроэнергии — около 20 млрд кВт·ч в год. При полностью реализованном каскаде общая мощность составит 9195 МВт, проектная выработка электроэнергии — около 37 млрд кВт·ч в год.
Станции, входящие в каскад (по порядку вниз по течению)
| Название ГЭС        | Установленная мощность, МВт | Проектная среднегодовая выработка электроэнергии, млрд кВт·ч | Статус                  |
| ------------------- | --------------------------- | ------------------------------------------------------------ | ----------------------- |
| Рогунская ГЭС       | 3600                        | 13,1                                                         | Действующая с 2018 года |
| Шурабская ГЭС       | (850)                       | (3,0)                                                        | Проектируемая           |
| Нурекская ГЭС       | 3000                        | 11,2                                                         | Действующая с 1972 г.   |
| Байпазинская ГЭС    | 600                         | 2,5                                                          | Действующая с 1986 г.   |
| Сангтудинская ГЭС-1 | 670                         | 2,7                                                          | Действующая с 2008 г.   |
| Сангтудинская ГЭС-2 | 220                         | 0,9                                                          | Действующая с 2011 г.   |
| Головная ГЭС        | 240                         | 1,3                                                          | Действующая с 1962 г.   |
| Перепадная ГЭС      | 29,5                        | 0,22                                                         | Действующая с 1958 г.   |
| Центральная ГЭС     | 15,1                        | 0,11                                                         | Действующая с 1964 г.   |